# Astwood Bank
Astwood Bank är en ort i Storbritannien.   Den ligger i grevskapet Worcestershire och riksdelen England, i den södra delen av landet, 150 km nordväst om huvudstaden London. Astwood Bank ligger 145 meter över havet och antalet invånare är 2 717.
Terrängen runt Astwood Bank är huvudsakligen platt. Astwood Bank ligger uppe på en höjd. Runt Astwood Bank är det ganska tätbefolkat, med 116 invånare per kvadratkilometer. Närmaste större samhälle är Redditch, 5,2 km norr om Astwood Bank. Trakten runt Astwood Bank består till största delen av jordbruksmark.